# Piechota wybraniecka

L'infanterie choisie représentée sur un document de 1605.

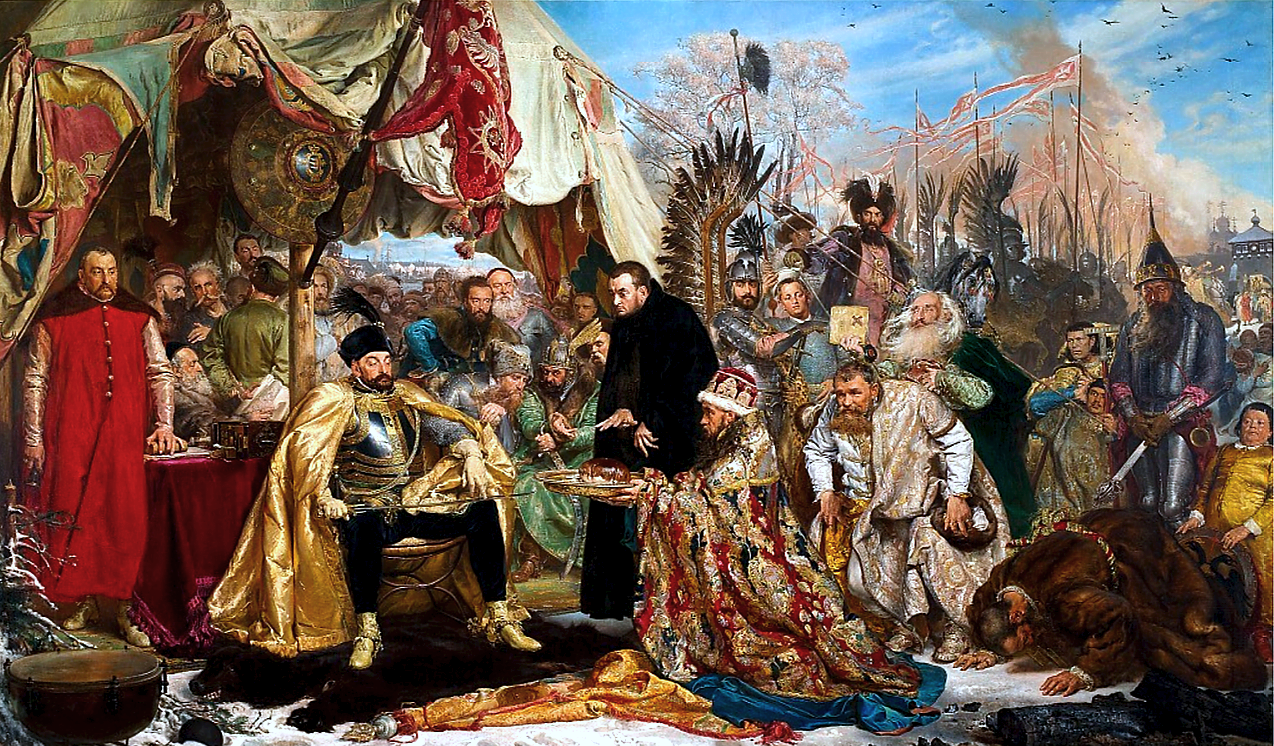
Le roi Étienne Báthory, créateur de l'infanterie choisie, avec laquelle il atteignit Pskov.

L'Infanterie choisie – en polonais Piechota wybraniecka – constituait un type d'unités militaires de la République des Deux Nations, composée de les paysans recrutés dans les domaines royaux de la Couronne (à partir de 1578) et de Lituanie (à partir de 1595).

## Caractéristiques
Ce type d'infanterie, également connu sous le nom d'infanterie du łan (piechota łanowa) a été créé, à l'instar de l'infanterie de Transylvanie, sous le règne du roi Stephen Báthory « ... afin que dans la couronne et dans nos pays nous ayons suffisamment de personnes à pied pour répondre à nos besoins de guerre »,. Initialement, le roi envisageait d'inclure tous les paysans dans le projet, ce qui aurait permis la création d'une infanterie nationale permanente comptant plusieurs milliers d'hommes, mais le Sejm limite le projet aux paysans des terres royales, avec un homme pour 20 łans (en) de terrain. L'« élu » (Wybraniec) recevait sa propre ferme, était exonéré de toute corvée (distribuées aux agriculteurs des 19 fiefs restants), mais était obligé de se présenter à l'appel dans un uniforme bleu d'une coupe spécifique et avec des armes, qui comprenaient un fusil, un une longue hache et un sabre. En temps de paix, des exercices devaient avoir lieu une fois par trimestre pour les élus (se présenter chez le capitaine ou le lieutenant pour démonstration avec un fusil, un sabre, une hache de bonne facture, dans une tenue de la même couleur que le capitaine ou le lieutenant lui désignerait, avec de la poudre à canon, du plomb pour balles...). En cas d'urgence de guerre, il devait se présenter immédiatement au capitaine et à partir de ce moment, il recevait une solde égale à celle des autres soldats de la formation d'infanterie. L'infanterie choisie fut utilisée pour la première fois aux siège de Velikié Louki (en) et de Pskov pendant la guerre polono-moscovite de 1577-1582.
L'infanterie choisie ne compta jamais plus de 2 000 fantassins dans la Couronne et quelques centaines de plus en Lituanie. Dans la seconde moitié du XVIIe siècle, ils n’étaient qu’environ 1 000. Cette désaffection était liée à plusieurs causes :
- principalement en raison du manque de dynastie constante en Pologne (voir : élections royales en Pologne), les terres royales étaient sous le contrôle notoire, souvent illégal, des magnats polonais (puissants et parfois même semi-indépendants de l'État), qui s'opposaient (voir : liberum veto) à la perte de leurs travailleurs ;
- même dans les terres royales contrôlées par le pouvoir central, les gestionnaires nobles préféraient réduire les coûts en limitant la quantité de formation et d'équipement disponible, ce qui réduisait la valeur militaire de l'unité ;
- les tentatives d'étendre cette tâche aux terres non royales se sont heurtées à une vaste opposition (liberum veto) de la part des petites et moyennes szlachta (la noblesse) ;
- les paysans « royaux » armés étaient gênants pour la stabilité du système politique féodal obsolète du pays ;
- la noblesse en Pologne était beaucoup plus nombreuse que dans d'autres pays, atteignant environ 1,15 million de personnes en 1618, un nombre suffisamment élevé pour répondre à n'importe quel besoin militaire contemporain, sans besoin supplémentaire de recruter des paysans « royaux ».

Au fil du temps, la valeur de l'infanterie choisie a progressivement diminué. Cela était dû au fait que ni les locataires royaux ni les paysans n'étaient intéressés par les prélèvements. Il y avait des cas fréquents d'« élus » soudoyant les officiers recruteurs afin d'éviter de participer à la guerre. En raison du faible niveau de formation des élus, ils n'étaient souvent utilisés que pour des travaux d'ingénierie.
En 1726, le Sejm adopte une résolution visant à remplacer l'« infanterie choisie » par une taxe sur les chefs de village siégeant dans les « villages choisis » (100 zlotys par an et par membre élu) et à créer à sa place une infanterie villageoise. De cette manière, un régiment d'infanterie étranger supplémentaire a été financé, qui comptait environ 350 soldats,.
Il est à noter que le système d'infanterie choisie a pu être mis en place avec succès à certaines périodes dans d'autres pays, comme par exemple en Suède.